# Serpin
Der Serpin ist eine Wallanlage im Waldgebiet des Pastitzer Forst in der Nähe von Ketelshagen nordwestlich von Putbus auf der Insel Rügen.

## Lage und Beschreibung
Annähernd 1000 Meter nordöstlich von Ketelshagen im Pastitzer Forst befindet sich eine Wiese, welche den Namen Serpin, Seppin oder Sappin trägt. Am westlichen Rand dieser Wiese liegen die Reste einer Wallanlage (Koordinaten 54.367231N | 13.438286O). Bis zur Mitte des 19. Jahrhunderts befand sich an der Stelle der Wiese ein fischreicher See, der 1848 trockengelegt wurde. Erstmals nennt von Hagenow die Anlage als „großen Wall bei Röwenhagen an dem Sumpfe Sappin oder Serpin“, beschreibt ihn jedoch nicht näher. Die Ortschaft Röwenhagen ist inzwischen eingegangen.
Das Wort Serpin ist offenbar slawischen Ursprunges und geht entweder auf den Karpfenfisch Zope oder das Sumpfland, den Morastboden zurück. Die Herkunft im Wort „Froschsee“ ist ebenso möglich. Eine weitere Ableitung aus dem Wendischen für die Sichel wird von Alfred Haas als eher unzutreffend angesehen.
Vom westlichen Ufer des ehemaligen Sees erstreckt sich der Wall halbkreisförmig in den Wald hinein. Zur Zeit der Trockenlegung des Sees betrug die Höhe des Walles etwa 3 – 4 Meter. Der äußere Abhang des Walles war etwas steiler und höher als der Abhang der Innenseite. Aus dem nördlichen Teil des Walls werden ab 1846 alle Steine herausgebrochen und für den Bau der Chaussee Bergen – Altefähr verwendet. Die Abtragung sowie die anschließende forstwirtschaftliche Nutzung führen zur fortlaufenden Abtragung des Walls. Dieser Teil ist ca. 200 Meter lang, sichelförmig gebogen und nach Osten offen. Seine Höhe beträgt ca. 1,5 – 2 Meter. Sowohl an der inneren als auch äußeren Seite hat der Wall kein steiles, sondern ein eher abgeflachtes Erscheinungsbild.
Im südlichen Teil werden in den Jahren 1859–1860 zahlreiche Steine für die Fundamente des Forsthauses Ketelshagen verwendet. Dennoch ist dieser Teil des Walles in seinem Erscheinungsbild besser erhalten geblieben. Der an der westlichen Seite steile Wall ist circa 90 Meter lang und ebenfalls, wie der nördliche Teil, sichelförmig, jedoch mit der offenen Seite nach Westen gebogen. Westlich des Walles befindet sich ein Wasserloch. Die Höhe der Anlage beträgt zwischen 2 und 5 Meter. Im Osten folgen diesem Wallabschnitt drei weitere kleine, längliche Steinhügel. Die, durch den Wall eingeschlossene, Fläche von circa 1,7 Hektar ist eine halbinselförmige, flache und in den ehemaligen See ragende, Landzunge.

## Geschichte
Der Wall konnte bisher nicht bestimmt werden, wird aber durch Schmidt als slawische bzw. frühmittelalterliche Niederungs- bzw. Fluchtburg gedeutet.
Im Forst von Pastitz befinden sich mehr als 100 weitere Bodendenkmäler. Daten der Pollenanalyse weisen, neben Hinweisen auf Ackerbau, auf eine Kontinuität von neolithischer zu bronzezeitlicher Besiedlung hin, welche sich in der Bronzezeit zusätzlich verstärkt und im Zuge der Völkerwanderung einen Tiefstand erreicht. Im Mittelalter steigt der Siedlungsanzeiger im Zuge der slawischen Besiedlung wieder an. Von einer Siedlungsstelle stammen lediglich vermutlich spätslawische oder neuzeitliche Keramikscherben. Bei Flurbegehungen in den Jahren 2002 bis 2006 werden Bodendenkmäler aus dem späten Mittelneolithikum bis in die Bronzezeit kartiert. Neben einer Vielzahl an Großstein- und Hügelgräbern befinden sich auch 6 Schälchensteine zwischen den Quellgebieten Postmoor und Mühlbach circa 1 – 2 Kilometer nordöstlich des Serpin im Areal des Pastitzer Forstes. Die Konzentration von Bodendenkmälern im benannten Gebiet könnte, wie bei den Wallanlagen in der Stubnitz (dem Schlossberg und dem Hengst) und der Granitz (dem Schanzenberg), auf ein entsprechend höheres Alter der Wallanlage des Serpins hinweisen.

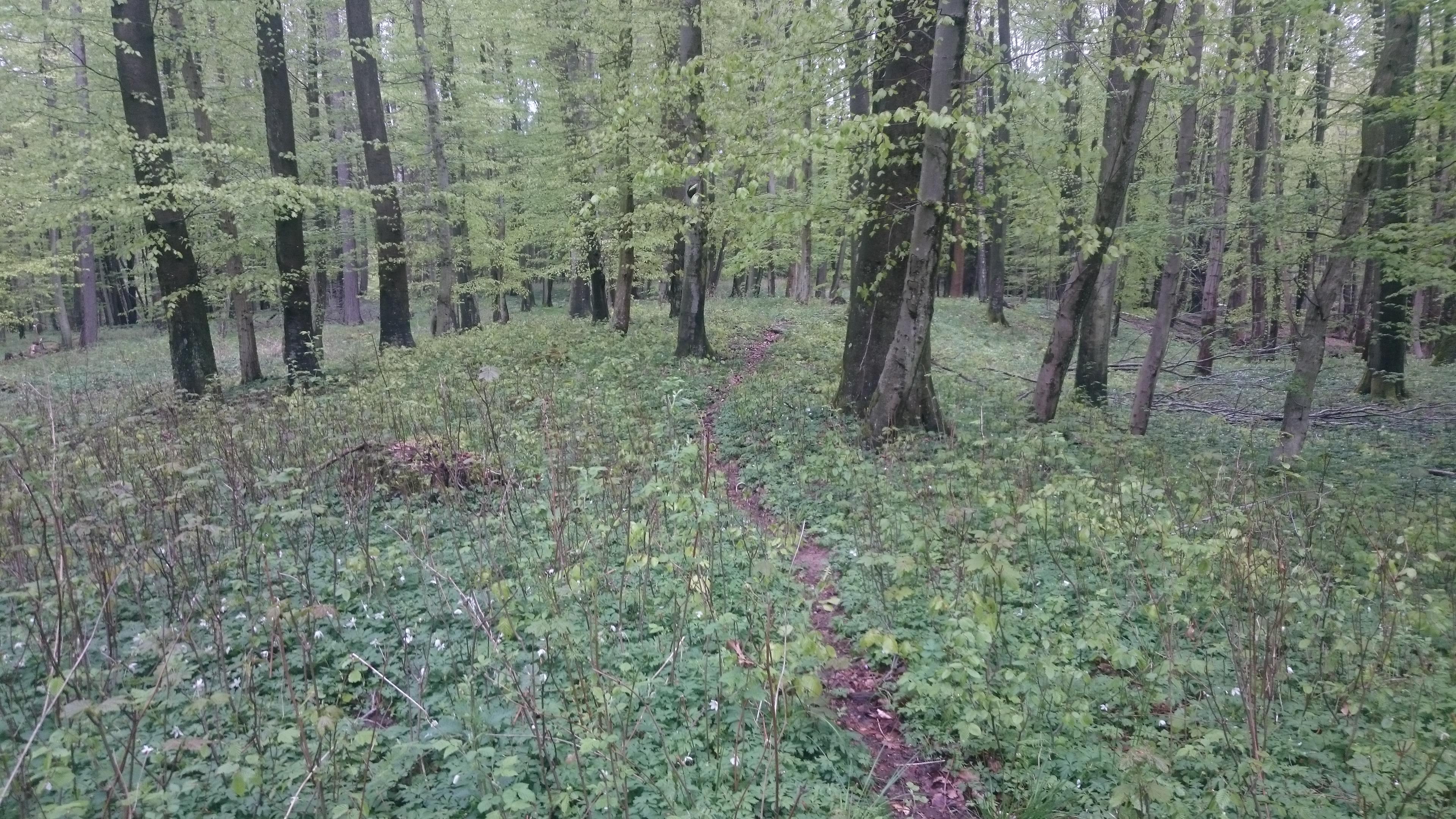
Der Serpin: Blick nach Norden über den nördlichen wesentlich geringer erhaltenen Wallabschnitt,  2015
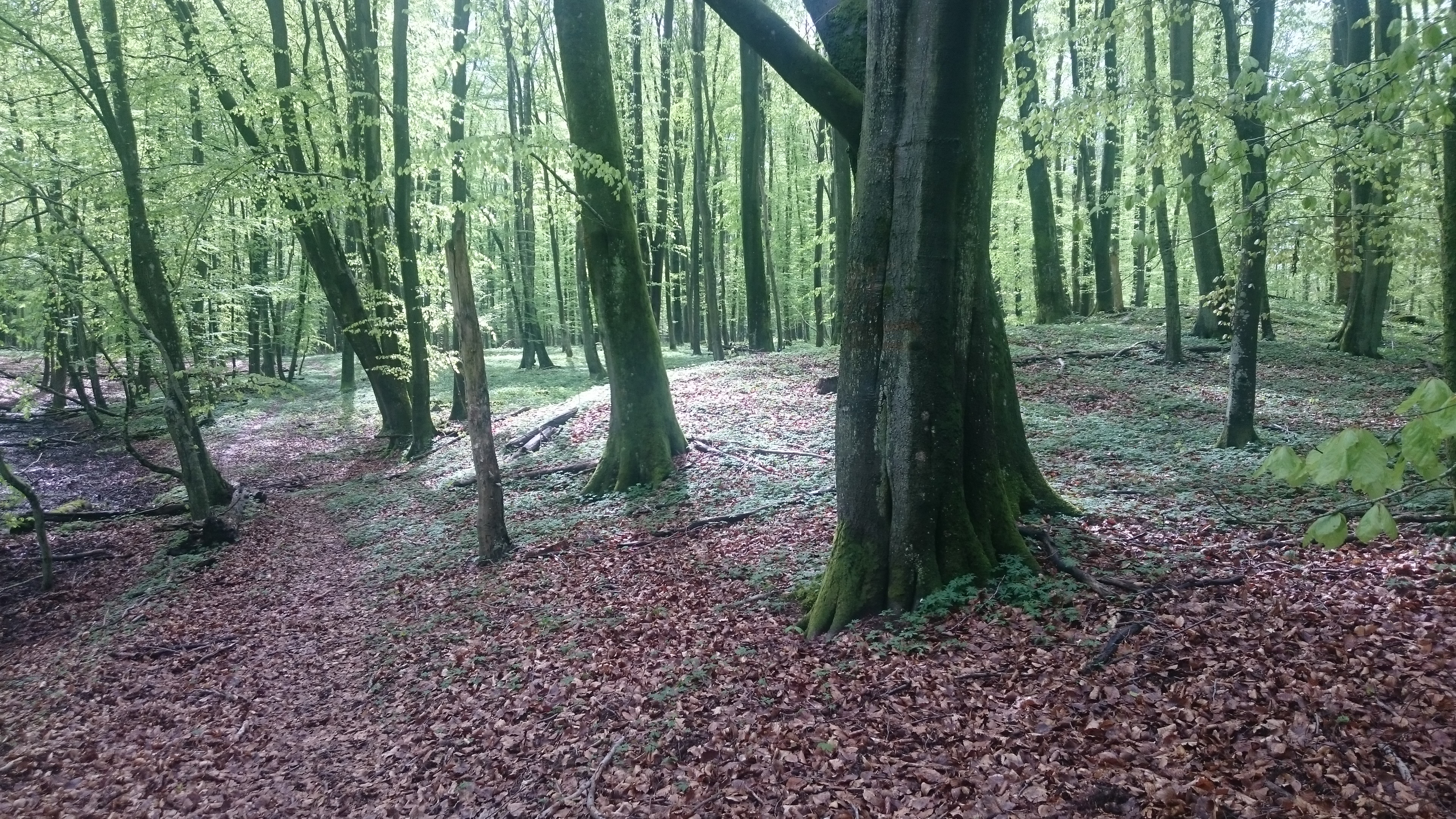
Der Serpin: Blick nach Süden auf das nördliche Ende des Nordwalles,  2015

## Volkstümliche Überlieferung
Reichhaltig ist die Überlieferung über das alte Befestigungswerk am Serpin. Allgemein verbreitet ist die Sage, dass auf dem Sappin ein großes prächtiges Schloss, das Schloss „Sappin“, stand. Dasselbe sei aber in einer Nacht ganz plötzlich in der Erde versunken, ohne dass je wieder eine Spur davon sichtbar geworden wäre. Warum das Schloss versank, weiß niemand mehr genau zu sagen. Jedoch stehe fest, dass die Bosheit der Schlossbewohner daran schuld gewesen sei.
Ein armer redlicher Bauer brauchte notwendig Geld und sann und sann, wo er wohl etwas leihen könne; indem fuhr er beim Schlosse Serpin vorbei, und ein freundlicher Mann trat an ihn heran und fragte ihn, warum er so bekümmert sei und ob er ihm nicht helfen könne. Da klagte ihm der Bauer seine Not, der Fremde ließ ihn einen Augenblick warten und brachte gleich darauf einen ganzen Scheffel Gold herbei, welchen er dem Bauern unter der Bedingung gab, dass er ihn in bestimmter Frist zurückzahle. Der Bauer glaubte erst, er habe mit dem Bösen zu tun, allein der Mann beruhigte ihn bald und sagte: „Wenn du am Zahlungstage herkommst, so rufe nur nach Balder von Serpin!“. Das Geld brachte dem Bauer viel Glück und er fand sich dankbar am bestimmten Zahlungstage ein und rief: „Balder von Serpin hol Di Din Geld.“. Allein umsonst, er erschien nirgends, bis endlich eine Stimme rief: „Balder is nich mier, Balder is furt, beholl Din Geld.“
Ein Fischer aus Stralsund wollte einmal auf dem Sappiner See fischen. Als er zum See kam, war sein Kahn nebst dem ganzen Fischgerät verschwunden. Er suchte danach, und wie er sich umschaute, erblickte er Kahn und Fischgerät hoch oben in einem Eichbaum. Da sprach er: „Wecke olle Düwel hebben dat dahn?“, eine Stimme antwortete: „Dat hebben nich olle Düwel dahn; dat heww ick un min Broder dahn!“. Anschließend haute der Fischer die Eiche um und brachte den Kahn wieder zum See. Kaum war das geschehen, so schoss der Kahn, wie von unsichtbarer Gewalt getrieben, ans andere Ufer hinüber.
Neben dem Steinwall befindet sich ein tiefes Moor, ferner ein hoher Stein, auf welchem angeblich die Gestalt eines Ritters roh ausgehauen sein soll. Er ist von dunkler Farbe; aber auf seiner Oberfläche erscheinen viele erhaben vorstehende, weiße, teils breitere, teils schmalere, Streifen. Wahrscheinlich sind es Quarzadern, welche unverwittert stehen blieben, während die übrige dunklere Oberfläche des Steines allmählich durch Verwitterung abnahm. Ein anderer Stein dort in der Nähe scheint bis zur Hälfte wie mit einem Hiebe gespalten. Die Volkssage berichtet, dieser Hieb sei als Gottesurteil von einem habsüchtigen Ritter geführt, welcher seinem Bruder das rechtmäßige Erbe an Land verkürzen wollte.
Die Sage besagt ferner, bei dem Serpin habe ehemals eine Burg gestanden, auf ihr habe ein Bruderzwist gewaltet, bei welchem ein falscher Eid geschworen wurde; da sei die Burg durch die Rache des Himmels in das anstoßende Moor gestürzt worden, bisweilen aber rage noch jetzt die Burg mit ihrem Turme aus dem Sumpfe hervor. Andere sagen, das heidnische Fräulein auf der Burg habe die Liebe eines christlichen Ritters verschmäht und die Gestalten des Fräuleins und des Burgwartes zeigten sich noch jetzt bisweilen, dort spukend.
Zu der Zeit, als das Christentum über das finstere Heidentum auf Rügen den Sieg davon trug, stand auf dem Seppin eine weit und breit gefürchtete Burg, denn die Herren der Burg hatten sich schon seit langem durch Raub und Mord in der ganzen Gegend furchtbar gemacht. Auch der damalige Besitzer war ein, in Sünden ergrauter, Bösewicht und es ergrimmte ihn daher ganz gewaltig, als er die Botschaft bekam, dass der jüngste Sohn des Fürsten Ratze von Rügen, der edle Stoislaff vou Putbus, der ihm einmal seinen einzigen, ebenfalls sauberen Sohn im Zweikampf getötet hatte, ganz in seiner Nähe eine Burg erbauen wolle. Als nun der Bote von Stoislaff kam, ihm den Gruß seines Herrn bringend und ihm gute Nachbarschaft anbietend, geriet er derart in Wut, dass er sein Schloss mit allem, was darin und daran war, in den tiefsten Abgrund der Erde verfluchte. Scheu und ängstlich trat der Bote so rasch seinen Rückzug an, dass er seine Handschuhe vergaß, die er auf dem Stuhle abgelegt hatte, und als er, sich unterwegs darauf besinnend, zurückritt, fand er statt der Burg den noch wogenden Sumpf und am Rande desselben den Stuhl mit seinen Handschuhen. Kaum hatte er sich diese genommen, versank auch der Stuhl vor seinen Augen.
Noch jetzt wandert allnächtlich ein kleines graues Männlein vom Seppin nach dem Putbusser Schlosse, um sich an dem schönen und festen Bau zu ärgern. Dabei nimmt er seinen Weg gerade durch das Dorf Neu-Güstelitz. Als nun vor etwa 20 Jahren der Zimmermann Müller ihm gerade auf seinem Fußsteige ein Haus erbaute, hat er sich darüber schmählich gebost und denselben fast allnächtlich aus dem Bett gejagt, bis er sich endlich daran gewöhnt hatte.
Wenn ein in der Johannisnacht geborener, reiner Junggeselle in der Johannisnacht das Moor betritt, so wird er einen Strick dort finden, und wenn er Mut genug hat, so kann er daran das ganze Schloss wieder in die Höhe ziehen. Einmal ist die Burg schon nahe daran gewesen erlöst zu werden, denn ein Pferdejunge des Zieglers Plitz stolperte einmal in der
Johannisnacht über einen Strick, als er zufällig das Moor betrat. Wie er aber den Strick aufhob, rief ihm eine Stimme zu: „Zieh an!“ Er zog also und zog schon die Spitze der Burg aus dem Moore herauf. Aber er erschrak darüber so sehr, dass er den Strick fahren ließ, und alsbald versank die Burg wieder in die Tiefe.
Als im Jahre 1807 die französischen Truppen auf Rügen einrückten, soll in Garz ein französischer Offizier verlangt haben, eine halbe Kompanie nach dem Schlosse Serpin zu verlegen und als der Bürgermeister Oom erklärte, ein solches Schloss sei ihm unbekannt, habe er eine alte Karte hervorgezogen, auf welcher das Schloss Serpin verzeichnet war. Darauf erinnerten sich einige Bürger von Garz des alten spukhaften Walles Serpin und die halbe Kompanie, welche dorthin bestimmt gewesen war, ward nun nach Putbus geschickt.
Wie Alfred Haas zusammenfasst ist die Volkssage sehr geschäftig gewesen, um die Wallanlage des Serpin zu schmücken. Aus diesem Reichtum an Sagen sieht er die Wahrscheinlichkeit, dass der Burgwall in vorgeschichtlicher Zeit eine wichtige Rolle gespielt hat. Über die jüngere Geschichte gehen die Sagen bis in die frühe Zeit der Geschichte der Insel und die Nutzung der Burg. In der Erzählung des „Balders von Serpin“ will Haas schließlich einen schatzhütenden Zwerg oder Erdgeist des Heidentums erkennen– vgl. auch Kuhn.
Zu den Ähnlichkeiten in der Volkssage, über das versunkene Schloss, vom Serpin, vom Schwarzen See in der Granitz und vom Herthasee auf Jasmund, wie auch der Sage des Fischerkahns im Baum vom Serpin und dem Herthasee, stellt Haas die Vermutung auf, dass diese zusammen mit anderen, ähnlichen Sagen jeweils auf vorgeschichtliche Heiligtümer oder Kultstätten hinweisen, welche durch die Baldersage bestärkt werden.